# Flyinge
Flyinge är en tätort i Eslövs kommun i Skåne län.

## Historia
Samhället bestod ursprungligen av fem gårdar. När järnvägen 1906 öppnades påbörjades en utbyggnad. Hit flyttade en plantskola och efterhand byggdes alltfler egnahem och villor. Telefonstation öppnades och en bro byggdes över ån så att Flyinge Kungsgård kunde använda järnvägen för att transportera sina hästar. 
Flyinge blev 1952 huvudort i Skarhults landskommun, som 20 år senare kom att ingå i Eslövs kommun. Flyinge kungsgård och Flyingeby kom att tillhöra Södra Sandby landskommun som införlivades med Lunds kommun. 

### Befolkningsutveckling
| Befolkningsutvecklingen i Flyinge 1960–2020 | Befolkningsutvecklingen i Flyinge 1960–2020 | Befolkningsutvecklingen i Flyinge 1960–2020 | Befolkningsutvecklingen i Flyinge 1960–2020 | Befolkningsutvecklingen i Flyinge 1960–2020 |
| ------------------------------------------- | ------------------------------------------- | ------------------------------------------- | ------------------------------------------- | ------------------------------------------- |
|                                             |                                             |                                             |                                             |                                             |
| År                                          |                                             |                                             | Folkmängd                                   | Areal (ha)                                  |
| 1960                                        | 1960                                        |                                             | 309                                         |                                             |
| 1965                                        | 1965                                        |                                             | 368                                         |                                             |
| 1970                                        | 1970                                        |                                             | 476                                         |                                             |
| 1975                                        | 1975                                        |                                             | 608                                         |                                             |
| 1980                                        | 1980                                        |                                             | 717                                         |                                             |
| 1990                                        | 1990                                        |                                             | 817                                         | 70                                          |
| 1995                                        | 1995                                        |                                             | 832                                         | 71                                          |
| 2000                                        | 2000                                        |                                             | 839                                         | 71                                          |
| 2005                                        | 2005                                        |                                             | 979                                         | 78                                          |
| 2010                                        | 2010                                        |                                             | 994                                         | 77                                          |
| 2015                                        | 2015                                        |                                             | 992                                         | 89                                          |
| 2020                                        | 2020                                        |                                             | 1 012                                       | 96                                          |
|                                             |                                             |                                             |                                             |                                             |

## Samhället
I ortens centrum, vid Röllebacken, finns en runsten, Gårdstångastenen 1.

## Kommunikationer
Det finns bussförbindelser mot Flyinge kungsgård–Flyingeby–Södra Sandby–Dalby–Malmö och Gårdstånga–Eslöv.